# باربارا پوومسکا
باربارا پووُمسکا (لهستانی: Barbara Połomska؛ زادهٔ ۹ ژانویهٔ ۱۹۳۴) بازیگر اهل لهستان است.
از فیلم‌ها یا برنامه‌های تلویزیونی که وی در آن نقش داشته است، می‌توان به روز هشتم هفته، بدشانسی، یانا و سایه اشاره کرد.